# 北朝鮮強制収容所に生まれて
『北朝鮮強制収容所に生まれて』（きたちょうせんきょうせいしゅうようじょにうまれて、原題：Camp 14: Total Control Zone）は、ドイツの映画製作者マルク・ヴィーゼが監督を務めた2012年のドイツ・大韓民国合作のドキュメンタリー映画。
韓国在住の脱北者で北朝鮮の价川(ケチョン)強制収容所(英語版)(第14号管理所)で生まれ育った経験を持つ申東赫(シン・ドンヒョク)のインタビューを特集している。この映画は、インタビューとアニメーションを通じて、彼が囚人として目撃した人権蹂躙について詳しく説明している。これには、彼の母親と兄弟の公開処刑も含まれる。また、この映画でインタビューされたのは、会寧(フェリョン)強制収容所(第22号管理所)の警備員の元司令官と秘密警察の元警官であり、両者も拷問、強姦、殺人などのさまざまな犯罪を犯したことを認めている。
2015年、申は「キャンプ14で全ての時間を過ごしたわけではない」と発言するなど、体験談の一部を訂正している。